# Rhinestone Eyes
Rhinestone Eyes è un singolo promozionale del gruppo musicale britannico Gorillaz, pubblicato nel 2010 ed estratto da terzo album in studio Plastic Beach.

## Tracce
CD promozionale
1. Rhinestone Eyes – 2:59
2. Rhinestone Eyes (Instrumental Version) – 2:48

## Formazione
Musicisti
- Gorillaz – voce, strumentazione
- Gabriel Manuals Wallace – batteria aggiuntiva

Produzione
- Gorillaz – produzione
- Jason Cox – registrazione, missaggio
- Stephen Sedgwick – registrazione, programmazione
- Michael Makowski – assistenza alla registrazione
- Howie Weinberg – mastering